# Club Deportivo Unión Criptanense
El Club Deportivo Unión Criptanense-Tierra de Gigantes es un equipo de fútbol español de la localidad de Campo de Criptana (Ciudad Real). El primer equipo con este nombre fue fundado en 1925 y desapareció en la década de 1940, siendo el actual Unión Criptanense fundado en 1951 su sucesor, el cual juega en el grupo I de la Primera Autonómica Preferente. También está su equipo juvenil, el cual se encuentra en el grupo III de Provincial. En la cantera cabe destacar el debut del juvenil Javier Arteaga Torres, que debutó esta temporada en la jornada 17 contra Almagro, partido que se llevaría el Criptanense con resultado de 4-0. 

## Temporadas
| Temporadas  | División   | Posición | Copa del Rey |
| ----------- | ---------- | -------- | ------------ |
| desde 51-52 | Regional   | —        |              |
| hasta 87-88 | Regional   | —        |              |
| 1988/89     | 3ª         | 22       |              |
| desde 89-90 | Regional   | —        |              |
| hasta 06-07 | Regional   | 2        |              |
| 2007/08     | 3ª         | 13       |              |
| 2008/09     | 3ª         | 12       |              |
| 2009/10     | 3ª         | 8        |              |
| 2010/11     | 3ª         | 20       |              |
| 2011/12     | Reg. Pref. | —        |              |

- 5 Temporadas en el grupo XVIII de Tercera División.

## Historia
El club tuvo su inicio en el año 1924 de forma informal. Al año siguiente, ya se formó oficialmente la U.D. Criptanense con su directiva, cuerpo técnico y equipo que jugaba en liga provincial. Esta primera directiva estaba formada por Santos Ortiz, su primer presidente, junto a Agustín Pradillo y Feliciano León, jugadores del equipo. En 1926, coincidiendo con la caída de casi todos los equipos de la región después del calamitoso campeonato regional, queda un vacío en el fútbol de élite de la localidad que rellenaron en los campeonatos de la década de 1930 los equipos de la Sociedad Deportiva Unión y el Deportivo Club, hasta que en 1951 se refunda el Club Deportivo Unión Criptanense.
Los verdaderos impulsores del fútbol en Campo de Criptana fueron los hermanos La Fuente Chaos, estudiantes criptanenses en Madrid en esa época. Los dos hermanos, tanto Alfonso como Agustín, aparte de jugar en la U.D. Criptanense, fueron también jugadores del Atlético de Madrid, Agustín de 1928 a 1931 y Alfonso de 1929 a 1930. El mayor de los hermanos, Alfonso, posteriormente fue presidente de la Federación Española de Fútbol entre 1956 y 1960, lo que influyó para que en la Unión Deportiva Criptanense siempre hubiera buenos jugadores de la época.
Coexistieron en la localidad dos equipos al mismo tiempo, uno formado por estudiantes y gente del pueblo (U.D. Criptanense) y otro formado por gente del pueblo llamado El Deportivo Club, que desapareció al poco tiempo.

## Máxima categoría y jugadores
La máxima categoría en la que estuvo la U.D. Criptanense fue la 1ª Preferente de aquellos años, lo que suponía una categoría similar a la 2ª División B actual. Por Criptana pasaron equipos como el Real Madrid B, Atlético de Madrid B, la Gimnástica Segoviana, el Real Ávila, etc.
En esta categoría se ha permanecido prácticamente todo el tiempo, con los cambios habidos en el tiempo, y aquí han jugado grandes jugadores que después estuvieron en clubes de primera división como: Lorenzo Muñoz-Quirós (Birrí), que fichó por el Real Madrid en 1942 o Peñín (defensa izquierdo que jugó en la U. D. Salamanca y en una eliminatoria de Copa del Rey anuló a Dani, a la postre estrella del Athletic Club e internacional con España). También jugaron otros jugadores del Real Madrid.

## Años en Tercera división
El C.D. Unión Criptanense estuvo en Tercera División en la temporada 1989-90, aunque antes jugara el ascenso a dicha categoría en las temporadas 1987-88 y 1988-89. La mayoría de los jugadores de ese equipo célebre eran locales, aunque tenían jugadores de fuera. En la siguiente temporada (1990-91) descendió y no se logró el ascenso hasta la temporada 2007-08 gracias a la Unión Balompédica Conquense que subió a 2ª División B y dejó la plaza libre que le hacía falta al Criptanense para subir a Tercera División, permaneciendo en esta categoría las 4 temporadas siguientes. Descendió a la categoría de Preferente en la temporada 2010-11.
En estas 4 temporadas seguidas en el grupo 18 perteneciente a la Tercera División de Castilla-La Mancha, cabe reconocer que con un equipo de jugadores muy variado en edad, experiencia y calidad, y con un presupuesto muy austero, casi se podría decir que ha sido el presupuesto más bajo que ha tenido la Tercera División en Castilla-La Mancha en estos últimos años, con todo esto se ha mantenido la categoría durante las dichas 4 temporadas en una categoría muy dura y muy competitiva, siendo la temporada 2009-10 la mejor realizada por el conjunto en esa categoría, quedando en la 8ª posición de la tabla.
Durante estas temporadas el equipo contó con jugadores tanto de Campo de Criptana como de Alcázar de San Juan y alrededores; también de la provincia de Toledo y Albacete e incluso con jugadores madrileños y hasta un par de argentinos.
Cabe también destacar que en estos 4 años en esta división, se lograron múltiples victorias tanto en casa como a domicilio, contra equipos históricos de la categoría como el Gimnástico de Alcázar, C.P. Villarrobledo, Azuqueca, La Roda C.F., UD Almansa, UD Socuéllamos y Hellín entre otros, y también contra los llamados a jugar en Segunda División B, como el CD Toledo al cual se le ganó 3-1, al Manchego de Ciudad Real por 0-1 a domicilio, al Talavera por 0-3 y 2-0, al Albacete "B" por 3-1 y 1-2.
Antes de empezar la temporada del descenso (2010-11), la directiva dimitió por razones económicas, lo cual produjo en el club un vacío de poder que a punto estuvo de hacer que desapareciera y que provocó que casi todos los jugadores que hicieron mantener la categoría al Criptanense en Tercera División se marcharan a otros equipos de la zona.
Por aquel entonces había en Campo de Criptana otro equipo de fútbol, Los Molinos C.F., que se creó en 2007 y que militaba en 1ª regional después de haber ascendido de 2ª regional, en el cual solo jugaban de forma aficionada gente de la localidad. Ahí fue cuando Juan José Sánchez, que era presidente de dicho equipo de fútbol, cogió los mandos del club pasándose a llamar Club Deportivo Unión Criptanense Los Molinos y como segundo equipo Los Molinos C.F., que también cambió de nombre a Club Deportivo Unión Criptanense Los Molinos "B", el cual desapareció en 2011.
Esta última temporada en Tercera División fue nefasta para el Criptanense, quedando en último lugar y con solo 10 puntos conseguidos en toda la temporada; esto fue debido a la ya mencionada situación económica que provocó la marcha de casi la totalidad de los jugadores y que solo se pudiera contar con jugadores jóvenes de la localidad y alguno de fuera, sin ninguna experiencia en dicha categoría.

## Anécdotas
El 25 de agosto de 1957, coincidiendo con la semana de las ferias y fiestas de la localidad, jugó en Campo de Criptana el Real Madrid de Di Stéfano reciente Campeón de Europa al completo, con el resultado curioso de 1-1 al término de la primera parte abriendo el marcador el equipo del Criptanense y terminando el partido con un 2-10 a favor del Real Madrid, marcando el ya mencionado Di Stéfano 3 goles, registrándose en el campo la mayor entrada conseguida nunca con 12.000 espectadores. 
Esto se consiguió gracias a la mediación de Alfonso de la Fuente Chaos. Al ir Di Stéfano al Real Madrid y no al Barcelona gracias entre otros a por aquel entonces presidente de la Federación Española de Fútbol, Alfonso de la Fuente, Santiago Bernabéu le debía un favor y éste, fue pagado trayendo al Real Madrid a la localidad del presidente de la Federación, Campo de Criptana, a jugar contra la U.D. Criptanense.
Este partido sirvió para proclamar como presidente de honor del club a Alfonso de la Fuente y también para homenajear la memoria de Agustín de la Fuente Chaos, hermano menor de Alfonso, que murió asesinado en la Guerra Civil, concretamente en 1936, y que al igual que él, fue jugador del U.D. Criptanense y por ello el nombre del estadio del club conserva su nombre.
La directiva que más ha durado ha sido la compuesta por Eugenio Lucerón, Teodosio Arteaga, Pascual Calonge y Manolo Fuentes, que permanecieron en la misma alrededor de 18 años.